# (33255) Kathybush
(33255) Kathybush est un astéroïde de la ceinture principale.

## Description
(33255) Kathybush est un astéroïde de la ceinture principale. Il fut découvert le 20 avril 1998 à Socorro (Nouveau-Mexique) par le projet LINEAR. Il présente une orbite caractérisée par un demi-grand axe de 3,19 UA, une excentricité de 0,17 et une inclinaison de 8,6° par rapport à l'écliptique.